# Štefica Krištof-Markan
Štefica Krištof-Markan (Zagreb, 16. kolovoza 1936. - Zagreb, 29. travnja 2019.), bila je hrvatska kuglačica, višestruka svjetska prvakinja i košarkašica. Po struci je bila nastavnica.

## Životopis
Rodila se u Zagrebu. Premda po struci nastavnica, radila je kao višegodišnja glavna tajnica Hrvatskog kuglačkog saveza. Od 1950. do 1965. igrala je košarku u AKK Mladost iz Zagreba. Kuglala je od 1968. godine u kuglačkom klubu Tekstilac iz Zagreba. Bila je članica zagrebačkih kuglačkih klubova: Tekstilac, Mladost i Trešnjevka. Dvaput je bila druga sa svojim klubom na Europa pokalu. Od 2002. klub je spojen s kuglačkim klubom Sunce. Kuglala je na 13 svjetskih prvenstava. Za reprezentaciju je nastupila 150 puta. Osvojila je 14 odličja, od čega 6 zlatnih, 5 srebrnih i 3 brončana. Četiri odličja je osvojila na pojedinačnom Svjetskom kupu. Višestruka je prvakinja Jugoslavije i poslije Hrvatske. Bila je svjetska rekorderka 1980. i 1984. godine. Na svjetskim je prvenstvima osvajala odličja u paru s Biserkom Perman (prvakinje 1980. i 1984., te bronca 1992.). Obnašala dužnost glavne tajnice Hrvatskoga kuglačkog saveza, a na tom mjestu je dočekala mirovinu. Do zadnjeg dana života volonterski je radila s djecom, najmlađim hrvatskim kuglačima. Umrla je u Zagrebu 29. travnja 2019. godine.

## Priznanja
Dobila je sljedeća priznanja:
- Četiri je puta proglašena najboljom športašicom Zagreba.
- Dvaput je proglašena za najbolju športašicu Hrvatske, 1976. i 1980.[3]
- Jednom je proglašena najboljom športašicom Jugoslavije.
- Nagrada HOO-a Matija Ljubek: 2000.